# Stow Longa
Stow Longa – wieś w Anglii, w hrabstwie Cambridgeshire, w dystrykcie Huntingdonshire. Leży 37 km na północny zachód od miasta Cambridge i 93 km na północ od Londynu.